# Evidensia
IVC Evidensia Ltd ist ein internationaler Konzern im Bereich der tiermedizinischen Versorgung mit Sitz in Großbritannien, der aus dem Zusammenschluss der IVC und der Evidensia im Jahr 2017 hervorging. IVC Evidensia betreibt in 19 europäischen Ländern Tierkliniken und Praxen. Zu IVC Evidensia gehören nach eigenen Angaben ca. 2.300 Einrichtungen mit 28.000 Angestellten, die jährlich etwa 6,5 Mio. Behandlungen durchführen.
Seit 2014 gehört die Evidensia zur schwedischen EQT Partners AB. EQT ist Mehrheitsanteilseigner, der Nestlé Konzern erhöhte seine Minderheitsbeteiligung im Februar 2021 zeitgleich mit dem Einstieg der  Silver Lake Gruppe.
Anfang des Jahres 2022 erfuhr die Evidensia-Gruppe durch den Erwerb der größten deutschen Tierklinik ein gewisses mediales Interesse, da aufgrund des Jahresumsatzes das Bundeskartellamt in diesen Fall involviert war.